# Gerasimo di Kiev
Gerasimo di Kiev (in ucraino e in russo Герасим?; in lituano Gerasimas; ... – Vicebsk, 26 luglio 1435) fu metropolita della comunità ortodossa di Kiev e di tutta la Rus' nel 1433-1435.

## Biografia
Gerasimo aveva cominciato a rivestire la carica nel 1433. Malgrado fosse stato nominato altresì metropolita della Russia con il consenso del granduca di Lituania Švitrigaila, non ebbe il coraggio di recarsi a Mosca e si trasferì invece a Smolensk, una città nell'orbita baltica. In principio, Gerasimo godeva del favore di Švitrigaila, assieme al quale stava cercando di avvicinare la Chiesa ortodossa a quella cattolica, accattivandosi gli elogi di papa Eugenio IV, il quale ne lodò lo zelo. Tuttavia, dopo qualche tempo il granduca lituano cominciò a nutrire dei sospetti nei confronti del metropolita Gerasimo, ritenendo che stesse intrattenendo una corrispondenza segreta con Sigismondo Kęstutaitis, rivale di Švitrigaila. Di conseguenza, Gerasimo fu messo in catene ed esiliato a Vicebsk, dove fu condannato al rogo quattro mesi dopo, il 26 luglio 1435.